# MMH (曲)
「MMH」（エム・エム・エイチ）は、UVERworldの44枚目のシングル。2024年12月4日にgr8!recordsより発売された。

## 背景とリリース
前作『MEMORIES of the End』からおよそ5ヶ月ぶりとなるシングル。45thシングル『PHOENIX』と同時発売された。期間生産限定盤にはアニメ『七つの大罪 黙示録の四騎士』第2期の書き下ろしジャケットと、ノンクレジット映像が収録されたBlu-rayが付属する。
| 形態           | 規格       | 規格品番     |
| -------------- | ---------- | ------------ |
| 初回生産限定盤 | CD+Blu-ray | SRCL-13080~1 |
| 通常盤         | CD         | SRCL-13082   |
| 期間生産限定盤 | CD+Blu-ray | SRCL-13083~4 |

## 収録内容

### 初回生産限定盤・通常盤
| 全作詞・作曲: TAKUYA∞、全編曲: UVERworld。 |                        |         |            |      |
| #                                          | タイトル               | 作詞    | 作曲・編曲 | 時間 |
| 1.                                         | 「MMH」                | TAKUYA∞ | TAKUYA∞    | 3:33 |
| 2.                                         | 「WINGS ever」         | TAKUYA∞ | TAKUYA∞    | 3:28 |
| 3.                                         | 「MMH (Instrumental)」 | TAKUYA∞ | TAKUYA∞    | 3:32 |
| 合計時間:                                  | 合計時間:              | 10:33   |            |      |

| #  | タイトル                              | 作詞 | 作曲・編曲 |
| -- | ------------------------------------- | ---- | ---------- |
| 1. | 「Beyond Borders -Echoes of London-」 |      |            |

### 期間限定生産盤
| #         | タイトル               | 作詞  | 作曲・編曲 | 時間 |
| --------- | ---------------------- | ----- | ---------- | ---- |
| 1.        | 「MMH」                |       |            | 3:33 |
| 2.        | 「WINGS ever」         |       |            | 3:28 |
| 3.        | 「MMH (Anime ver.)」   |       |            | 1:34 |
| 4.        | 「MMH (Instrumental)」 |       |            | 3:32 |
| 合計時間: | 合計時間:              | 12:07 |            |      |

## 楽曲解説
MMH
アニメ『七つの大罪 黙示録の四騎士』第二期のオープニングテーマ。「MMH」はＭΞTΛ ＭΛTЯIX HΛϾΚΞЯ（META MATRIX HACKER）の略で、『現状のシステムを突破していく者』というイメージで作った造語であり、「今はAIとか、いろんなものが人間を超えていく中で、人の心というものをこの音楽で発していく」といった意味が込められていると述べている。
アルバム『EPIPHANY』には表記されていないが、アルバム・バージョンで収録されている。
リリースからおよそ5か月後の2025年6月6日（結成記念日）放送の『ミュージックステーション 2時間スペシャル』にて「PHOENIX」と共に地元・滋賀県のライブ会場より、テレビ初披露された。
WINGS ever
競技麻雀のプロリーグであるMリーグ2024-25シーズンのオフィシャルソング。ABEMAにて放送のエンディング等で放映されている。
MMH (Instrumental)
表題曲のインストゥルメンタル。